# Hildebrandtiella cameruniae
Hildebrandtiella cameruniae là một loài Rêu trong họ Pterobryaceae. Loài này được (Dusén) Paris miêu tả khoa học đầu tiên năm 1896.